# Фазал Хусейн
Фазал Хусейн (нар. 21 жовтня 1906, Афганістан) — афганський хокеїст, що представляв Афганістан на літніх Олімпійських іграх 1936.
Захисник. Брав участь у змаганнях з хокею на траві.